# Gare des Bains-d'Évian
 (avril 2023).
Si vous disposez d'ouvrages ou d'articles de référence ou si vous connaissez des sites web de qualité traitant du thème abordé ici, merci de compléter l'article en donnant les références utiles à sa vérifiabilité et en les liant à la section « Notes et références ».
La gare des Bains-d’Évian  est une gare ferroviaire française (fermée) de la ligne de Longeray-Léaz au Bouveret, située sur le territoire de la commune d'Évian-les-Bains, dans le département de la Haute-Savoie. Avant sa fermeture aux voyageurs en 1938, elle desservait les thermes d'Évian-les-Bains, et le domaine de l'Hôtel Royal.

## Situation ferroviaire
Établie à 427 mètres d'altitude, la halte fermée des Bains-d'Evian est située au point kilométrique (PK) 212,471 de la ligne de Longeray-Léaz au Bouveret entre les gare d'Évian-les-Bains (ouverte) et de Lugrin - Tour-Ronde (fermée). 

## Histoire
Le premier juin 1886 mise en service de la ligne d'Évian-les-Bains à Saint-Gingolph, par le PLM.
En 1938 fermeture au trafic voyageur de la ligne entre Évian-les-Bains et Saint-Gingolph et en 1988 fermeture au fret de la ligne entre Évian-les-Bains et Saint-Gingolph.

## Projet
Un projet de réouverture de la section Évian-les-Bains - Saint-Gingolph est envisagé par la région Rhône-Alpes, en parallèle avec à la réalisation du raccordement Genève-Cornavin - Genève-Eaux-Vives (CEVA) qui permettrait la création de trains directs entre Genève-Cornavin et Martigny cadencés à l'heure.